# Колонна, Просперо
Проспе́ро Коло́нна (итал. Prospero Colonna; 1452—1523) — итальянский кондотьер, военачальник на службе у папы, а потом императора во время Итальянских войн. Представитель древнего римского рода Колонна.

## Биография
Его первым видным военным действием была защита в 1484 году фамильного замка от нападения семей Орсини и Риарио. Затем Просперо, который примкнул к партии кардинала Джулиано делла Ровере, был заточён в замке св. Ангела папой Александром VI, освобождён, а затем снова арестован за свой альянс с Карлом VIII, когда французы вторглись в Италию.
Он приходился двоюродным братом другому видному военачальнику — Фабрицио Колонна.
В 1501 году, когда французские войска Людовика XII вторглись в Неаполитанское королевство с севера, испанцы Фердинанда Католика оккупировали юг, положив начало Второй итальянской войне (1501—1504). Фабрицио и Просперо поддержали неаполитанского короля Федериго I Арагонского.
После падения Федериго I кузены поступили на службу Испании, участвуя в войне против французов под командованием Гонсало Фернандеса де Кордовы.
Затем они вместе сражались в Войне Камбрейской лиги на стороне папы римского против короля Франции Людовика XII. В 1515 году пленён был в Виллафранка-ди-Верона французским рыцарем-полководцем Баярдом, но позже освобождён.